# آزمایش هیفل–کیتینگ

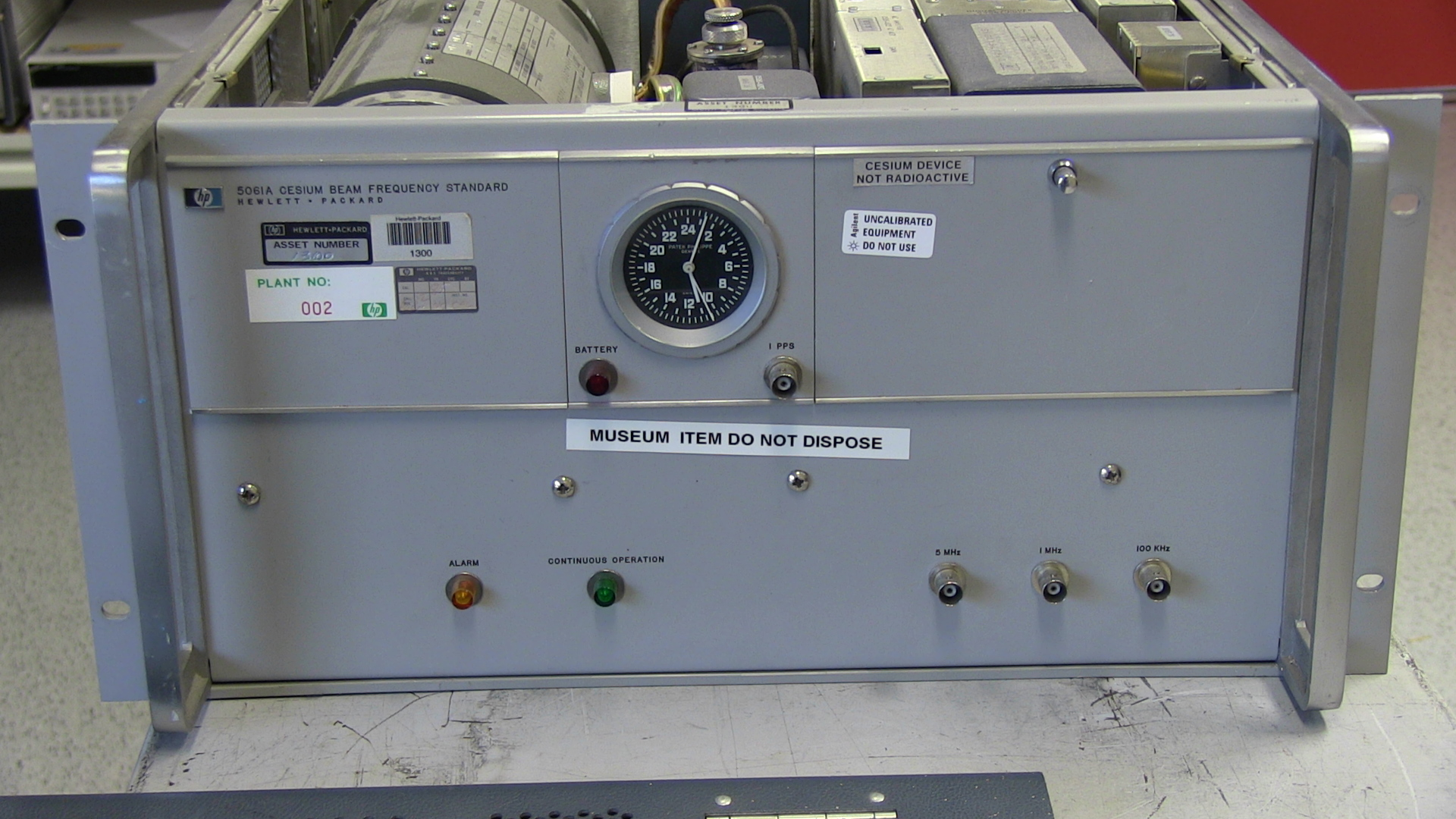
یکی از واحدهای ساعت اتمی پرتو سزیمی که در دهه ۱۹۶۰ در «ساعت‌های پرنده» استفاده می‌شد و زمان همگام‌سازی را در سراسر جهان آزمایش کرد و بعدها در آزمایش هیفل-کیتینگ برای اثبات نظریه نسبیت به‌کار رفت. در حال حاضر، این دستگاه در مقر Agilent (به طور رسمی هیولت پاکارد) ملبورن نگهداری می‌شود. - ۲۰۱۳

آزمایش هیفل-کیتینگ (به انگلیسی: Hafele–Keating experiment) یکی از آزمونهای نظریه نسبیت بود. در اکتبر ۱۹۷۱، یک فیزیک‌دان به نام جوزف هیفل و یک اخترشناس به نام ریچارد کیتینگ چهار ساعت اتمی سزیمی سوار بر خطوط هوایی تجاری کردند. آن‌ها دو بار دور دنیا پرواز کردند، یک بار به سمت شرق و یک بار به سمت غرب، و ساعت‌ها را با ساعت‌های دیگری که در رصدخانه نیروی دریایی ایالات متحده قرار داشتند، مقایسه نمودند. وقتی این ساعت‌ها کنار یکدیگر قرار گرفتند، سه مجموعه از ساعت‌ها با هم اختلاف داشتند و این اختلاف با پیش‌بینی‌های نسبیت عام و نسبیت خاص هم‌خوانی داشت.

## اتساع زمان حرکتی
بر اساس نسبیت خاص، نرخ یک ساعت طبق نظر ناظری که نسبت به ساعت در حالت سکون است، بیشترین میزان را دارد. در چارچوب مرجعی که در آن ساعت در حالت سکون نیست، ساعت کندتر کار می‌کند، همان‌طور که توسط فاکتور لورنتس بیان می‌شود. این اثر که اتساع زمان نامیده می‌شود، در بسیاری از آزمایش‌های نسبیت خاص، مانند آزمایش Ives-Stilwell و موارد دیگر تأیید شده‌است. با در نظر گرفتن آزمایش Hafele-Keating در یک چارچوب مرجع در حالت سکون با توجه به مرکز زمین (زیرا این یک قاب اینرسی است). یک ساعت روی هواپیما که به سمت شرق حرکت می‌کند، در جهت چرخش زمین، دارای سرعت بیشتری (که منجر به اتلاف زمان نسبی می‌شود) نسبت به ساعتی که روی زمین باقی می‌ماند، داشت، در حالی که یک ساعت روی هواپیما که به سمت غرب حرکت می‌کرد، در مقابل زمین. چرخش، سرعت کمتری نسبت به یک روی زمین داشت.

## اتساع زمان گرانشی
نسبیت عام یک اثر اضافی را پیش‌بینی می‌کند که در آن افزایش پتانسیل گرانشی به دلیل ارتفاع، سرعت ساعت‌ها را افزایش می‌دهد؛ یعنی ساعت‌هایی که در ارتفاعات بالاتر قرار دارند سریع‌تر از ساعت‌های روی سطح زمین تیک می‌زنند. این اثر در بسیاری از آزمایش‌های نسبیت عام، مانند آزمایش پوند-ربکا و کاوشگر گرانشی A تأیید شده‌است. در آزمایش هیفل–کیتینگ، یک افزایش جزئی در پتانسیل گرانشی به دلیل ارتفاع وجود داشت که تمایل داشت ساعت‌ها را به عقب برگرداند. از آنجایی که هواپیما تقریباً در یک ارتفاع در هر دو جهت پرواز می‌کرد، این تأثیر تقریباً برای دو هواپیما یکسان بود، اما با این وجود باعث تفاوت در مقایسه با ساعت‌های روی زمین شد.